# Pável Shurujin
Pável Ivánovich Shurujin (en ruso: Па́вел Ива́нович Шуру́хин; Novonikolskoie, Imperio ruso, 18 de noviembre de 1912 – Moscú, Unión Soviética, 3 de noviembre de 1956) fue un oficial militar y partisano soviético que participó en la Segunda Guerra Mundial en las filas del Ejército Rojo. En el curso de dicha contienda recibió dos veces el título de Héroe de la Unión Soviética por el valor y el coraje demostrados al mando del 132.º Regimiento de Fusileros de la Guardia. 

## Biografía

### Infancia y juventud
Pável Shurujin nació el 18 de noviembre de 1912 en la pequeña localidad rural de Novonikolskoe —en esa época situada en la gobernación de Astracán en el Imperio ruso, actualmente ubicada en el óblast de Volgogrado en Rusia— en el seno de una familia de campesinos rusos. En 1919 abandonó sus estudios en la escuela de su aldea local, después de haber concluido solo dos cursos debido a la muerte de sus padres. Inicialmente trabajó en la agricultura en su pueblo natal. Luego se mudó a Tsaritsin donde, entre 1921 y 1923, vivió en un orfanato, después se trasladó a Taganrog donde trabajó como vendedor de periódicos en la estación de ferrocarril y luego como tornero en una fábrica de herramientas. En 1927 se graduó en una escuela nocturna y en 1930 completó sus estudios en una facultad obrera nocturna.
En mayo de 1931 ingresó en el Ejército Rojo y en noviembre de 1934 se graduó en la Escuela Militar de Ordzhonikidze y fue nombrado comandante de pelotón. Rápidamente ascendió de rango, convirtiéndose en asistente del comandante de compañía y luego en jefe de entrenamiento de regimiento; durante la Guerra de Invierno con Finlandia estuvo al mando de un batallón de esquí. En 1939 se graduó en el departamento nocturno de la Academia Militar Frunze.

### Segunda Guerra Mundial
Durante las primeras fases de la Operación Barbarroja —la invasión alemana de la Unión Soviética— fue destinado como comandante de un batallón de entrenamiento del 6.º Regimiento de Fusileros Motorizados, con base en el Distrito Militar de Moscú. La unidad pronto fue enviada a combatir al frente occidental, donde entró en combate a finales de junio, participando en la defensa de Bielorrusia y en la batalla de Smolensk. El 15 de agosto, la unidad quedó rodeada por fuerzas enemigas, por lo que, en agosto se convirtió en líder de una unidad partisana en Gómel después de múltiples intentos fallidos de romper el cerco. Mientras estaba rodeado resultó gravemente herido en el estómago, pero lo rescató una mujer bielorrusa que lo escondió en su casa y le prestó primeros auxilios. Mientras lo cuidaba, lo ayudó a ponerse en contacto con simpatizantes comunistas locales para formar una unidad partisana junto con los supervivientes de su batallón. Finalmente,  se puso en contacto con otras unidades soviéticas y quedó subordinada al NKVD en febrero de 1942. En la primavera de ese mismo año se convirtió en subcomandante del 20.º Regimiento de Fusileros Motorizados de la NKVD, pero pronto fue transferido por el NKVD para comandar el ejército guerrillero conjunto en Oriol. No fue hasta agosto de 1943 que regresó al Ejército Rojo, después de dirigir el grupo de trabajo del cuartel general partisano regional de Briansk.

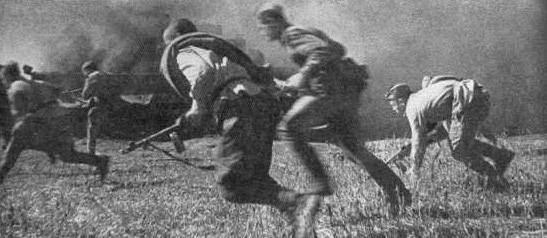
Soldados soviéticos durante la batalla del Dniéper

A su regreso al ejército, estuvo al mando del 132.º Regimiento de Fusileros de la Guardia, unidad que comandaría durante el resto de la guerra. Durante su periodo de mando, la unidad luchó en los frentes Occidental, Vorónezh y el Primer Frente Ucraniano, participando en una serie de operaciones ofensivas que resultaron en la expulsión de las fuerzas enemigas de la mayor parte de Ucrania, incluida una cabeza de puente en el Dniéper que cruzaron el 24 de septiembre de 1943. Por el éxito en el cruce del río, Shurujin recibió la primera Estrella de Oro de Héroe de la Unión Soviética el 23 de octubre.
Después, su unidad participó en la ofensivas de Dniéper-Cárpatos, Jassy-Kishinev, Debrecen, Budapest, Cárpatos y en la batalla de Praga. De agosto a septiembre de 1944, al regimiento bajo su mando se le atribuyó el avance de 250 kilómetros en territorio enemigo, la captura de 25 zonas pobladas, la muerte de hasta 3000 combatientes alemanes y la toma de hasta 1500 prisioneros de guerra. A finales de 1944 fue ascendido a comandante de la 42.ª División de Fusileros de la Guardia, puesto en el que permaneció durante poco tiempo, ya que poco después resultó gravemente herido cuando su coche pasó por encima de una mina terrestre. A pesar de las graves heridas que sufrió, finalmente regresó al servicio activo. Por su contribución a la ofensiva de los Cárpatos recibió nuevamente el título de Héroe de la Unión Soviética el 24 de marzo de 1945.

### Posguerra
Tras el final de la guerra permaneció al mando del 132.º Regimiento de Fusileros de la Guardia, puesto en el que permaneció hasta agosto de 1945, después sirvió como subcomandante de la 42.º División de Fusileros de la Guardia. Entre enero de 1946 y marzo de 1959, asumió el puesto de comandante del 59.º Regimiento Mecanizado de la Guardia del 18.º División Mecanizada de la Guardia. Después de graduarse, en marzo de 1950, en los Cursos Avanzados para Comandantes de División de fusileros de la Academia Militar Frunze, estuvo al mando de la 70.º División de Fusileros de la Guardia. Fue ascendido al rango de mayor general en 1953.  Murió en Moscú el 3 de noviembre de 1956 a causa de una grave enfermedad y fue enterrado en el cementerio Novodévichi.
Además de su faceta como militar fue diputado de la II Convocatoria del Sóviet Supremo de la Unión Soviética (1946-1950).

## Condecoraciones
A lo largo de su carrera militar Pável Shurujin fue galardonado con las siguientes condecoraciones
|  | Héroe de la Unión Soviética, dos veces (23 de octubre de 1943 y 24 de marzo de 1945); |
|  | Orden de Lenin, dos veces (23 de octubre de 1943 y 13 de septiembre de 1944)          |
|  | Orden de la Bandera Roja, dos veces (7 de marzo de 1943 y 19 de noviembre de 1951)    |
|  | Orden de la Estrella Roja, dos veces (22 de julio de 1941 y 5 de noviembre de 1946)   |
|  | Medalla al Partisano de la Guerra Patria de 1.er grado (28 de mayo de 1943)           |
|  | Medalla por el Servicio de Combate                                                    |